# Język kamang
Język kamang, także: woisika, waisika, kamana-kamang – język papuaski używany w prowincji Małe Wyspy Sundajskie Wschodnie w Indonezji, w centralnej części wyspy Alor. Według danych z 2011 roku posługuje się nim 6 tys. osób. Należy do grupy języków alor-pantar.
Ethnologue podaje, że dzieli się na kilka dialektów: manetaa, suboo, takailubui, tiee, moo, kamang. Przypuszczalnie tak ujęty kompleks językowy stanowi więcej niż jeden język. A. Schapper (2014) wyróżnia trzy dialekty, które składają się na kamang właściwy i które są określane tą nazwą na poziomie lokalnym (zachodni, wyżynny i nizinny).
Jest silnie zagrożony wymarciem, preferowanym środkiem komunikacji staje się malajski alorski. Młodsze pokolenie ma co najwyżej bierną znajomość tego języka. W zachodnim obszarze dialektalnym używany jest także język abui.
Nie wykształcił własnej tradycji piśmienniczej, zebrano jednak pewne teksty w tym języku. Sporządzono także jego słownik. Powstał skrótowy opis jego gramatyki .